# Swezwilderia bryani
Swezwilderia bryani är en insektsart som beskrevs av Lucien Chopard 1929. Swezwilderia bryani ingår i släktet Swezwilderia och familjen syrsor. Inga underarter finns listade i Catalogue of Life.